# غوس مالون
غوس مالون (بالإنجليزية: Gus Malone)‏ هو لاعب كرة قدم بريطاني في مركز الوسط، ولد في 27 يناير 1960 في دندي في المملكة المتحدة. لعب مع نادي كاودينبيث.